# Inname van Oldenzaal (1605)
Het inname van Oldenzaal was de inname van de stad Oldenzaal in Twente door de graaf van Busquoy en Ambrosio Spinola tijdens de Tachtigjarige Oorlog. Het gevecht maakte deel uit van Spinola's veldtocht van 1605-1606. Na beschietingen die slechts 1 dag duurden, moest Oldenzaal zich reeds aan het reguliere leger
overgeven.

## Aanloop
Spinola was op 6 juli uit Vlaanderen getrokken en liet graaf Frederik van den Bergh de zaken waarnemen. Hij trok met een leger van 15.000 man richting Keulen waar hij proviand insloeg. In Keulen hoorde Spinola dat Oldenzaal en Lingen onderbezet waren, en dat ze in Lingen ook nog eens bezig waren de vestingwerken te vernieuwen. Op 4 augustus zond hij zes compagnieën ruiters noordwaarts om banen te effenen. Deze werden vergezeld door 24 compagnieën soldaten en elf stukken geschut van verschillend kaliber. Deze werden weer gevolgd door enkele honderden wagens met materieel en extra 24 compagnieën soldaten. Het waren in totaal ongeveer 15.000 soldaten en 3.000 ruiters. Zij trokken via Dorsten en Coesfeld in de richting van Twente. Vanuit Rijnberk werd het leger gevolgd door Staatse troepen. Ze konden weinig uitrichten tegen deze overmacht. Maarschalk Graaf van Busquoy bleef achter bij de Rijn met een paar duizend man om de doortocht te beschermen, en enkele schansen bezet te houden.

## Beleg
Spinola arriveerde op 8 augustus voor Oldenzaal dat was bezet door slechts drie compagnieën soldaten. Diezelfde nacht nog groeven Spinola's soldaten approches tot aan de gracht, en werd het geschut opgesteld. Bij het aanbreken van de dag werd op 9 augustus met de elf kanonnen 36 schoten gelost op de stad. De schrik zat er goed in en de stad ging diezelfde dag nog over tot onderhandeling en overgave. Spinola stuurde op deze dag meteen troepen door voor het beleg van Lingen.